# 福岡県道723号羽犬塚停車場線
福岡県道723号羽犬塚停車場線（ふくおかけんどう723ごう はいぬづかていしゃじょうせん）は、福岡県筑後市を通る一般県道である。

## 概要
筑後市大字山ノ井のJR九州鹿児島本線 羽犬塚駅から福岡県道706号筑後城島線の筑後ループ橋に至る。総延長は約130 mと大変短い。

### 路線データ
- 起点：福岡県筑後市大字山ノ井（JR九州鹿児島本線 羽犬塚駅前）
- 終点：福岡県筑後市大字山ノ井（ループ東交差点、福岡県道706号筑後城島線交点）
- 総延長：129 m

## 地理

### 通過する自治体
- 筑後市

### 交差する道路
| 交差する道路            | 交差する場所 | 交差する場所          |
| ----------------------- | ------------ | --------------------- |
| 福岡県道706号筑後城島線 | 大字山ノ井   | ループ東交差点 / 終点 |

### 沿線
- JR九州鹿児島本線 羽犬塚駅
- 筑後ループ橋